# Тесівська сільська рада (Літинський район)
| Тесівська сільська рада — колишній орган місцевого самоврядування у Літинському районі Вінницької області з адміністративним центром у с. Теси. Сільській раді підпорядковані населені пункти: - с. Теси - с. Іванівці - с. Лука - с. Осічок |

## Склад ради
Рада складається з 14 депутатів та голови.

## Керівний склад сільської ради
| ПІБ                       | Основні відомості                                                    | Дата обрання | Дата звільнення |
| ------------------------- | -------------------------------------------------------------------- | ------------ | --------------- |
| Кондратюк Юрій Васильович | Сільський голова, 1978 року народження, освіта, член народної партії | 26.03.2006   | 31.10.2010      |
| Загамула Юрій Іванович    | Сільський голова, 1971 року народження, освіта вища, безпартійний    | 31.10.2010   |                 |

Примітка: таблиця складена за даними джерела